# 萨尔瓦托雷·弗雷西
萨尔瓦托雷·弗雷西（義大利語：Salvatore Fresi，1973年1月16日—），意大利男子足球运动员，司职后卫。他曾代表意大利国奥队参加1996年夏季奥林匹克运动会足球比赛，获得第十二名。